# 風よ、鈴鹿へ
『風よ、鈴鹿へ』（かぜよ、すずかへ）は、
1. 鈴鹿8時間耐久ロードレースを題材とした島田紳助作の小説。
2. 1を原作とした、TBS制作のテレビドラマ。
3. 2のテレビドラマの主題歌として作られた、島田紳助作詞・高原兄作曲の歌謡曲。

本項では、主に1と2について解説する。

## 概要
鈴鹿8耐に第1回大会から毎年連続参戦していたレーサー・千石清一を1986年の鈴鹿8耐に出走させるべく、島田紳助とその仲間たちが自らのチーム（チーム・シンスケ）を立ち上げて奮闘する様が描かれている。ドキュメンタリーのような描写で書かれているが、小説であるため一部人名や団体名に実際とは異なる名称を用いたり、一部に事実と異なる描写がある。

## テレビドラマ
1988年11月5日にTBSの土曜ドラマスペシャルにて川谷拓三主演で放送された。

### スタッフ
- 脚本：金子成人
- 演出：近藤邦勝
- 主題歌：岩城康志「風よ鈴鹿へ」
- 協力：鈴鹿サーキット、中部日本放送、TBS映画社、飛鳥映像、緑山スタジオ・シティ
- プロデューサー：堀川とんこう
- 制作著作：TBS

### キャスト
- 川谷拓三（千石清一）
- 島田紳助
- かとうかずこ
- 板東英二（タクシー運転手）
- 渋谷天笑＜渋谷天外 (3代目)＞（土建屋よしゆき）
- 美木良介（大塚茂春）
- 島田正吾（吉村秀雄）
- 明石家さんま
- 加納竜
- ベンガル
- 長塚京三
- 原保美
- 新井康弘
- 松澤一之
- 佐戸井けん太
- 三浦賢二
- 佐々木勝彦
- 北詰友樹
- 頭師佳孝
- 丸山秀美

ほか